# Опуо (язык)
Опуо (Ansita, Ciita, Cita, Kina, Kwina, «Langa», Opo, Opo-Shita, Opuo, Opuuo, Shiita, Shita, Shitta) - нило-сахарский язык, на котором говорят в 5 деревнях около границы с Суданом (севернее ареалов языков ануак и нуэр) региона Гамбела в Эфиопии, а также в деревнях Пайтатх и Тедиби (территория реки Дага) округа Лонгачук (диалект булдит) и на территории городов Кигиле и Майвут округов Майвут и Насир штата Верхний Нил в Южном Судане. Язык относится к команским языкам и в лексике на 24% схож с языком комо. Название "Langa" является унизительным термином, которое использует народ ануак.
У опуо есть диалекты булдит (барун, баруун) и кусгило.